# Mosbach (Gersfeld)
Mosbach ist ein Stadtteil der Stadt Gersfeld (Rhön) im osthessischen Landkreis Fulda.

## Geographie
Das Dorf liegt südöstlich von Gersfeld im Biosphärenreservat Rhön. Durch Mosbach verläuft die Landesstraße 3396.
Siedlungsplätze innerhalb der Gemarkung:
- Kümmelhof (Hof)[3]
- Langenberg (Forsthaus)[4]
- Oberbarnstein (Hof)[5]
- Unterbarnstein (Hof)[6]

## Geschichte

### Ortsgeschichte
Die älteste bekannte schriftliche Erwähnung von Mosbach erfolgte im Jahr 1451. Zwischen 1451 und 1540 war Mosbach wüst. 1561 siedelten wieder vier Personen im Dorf.
Zum 31. Dezember 1970 wurde die bis dahin selbständige Gemeinde Mosbach im Zuge der Gebietsreform in Hessen auf freiwilliger Basis in die Stadt Gersfeld eingemeindet.
Für den Ortsteil Mosbach wurde, wie für die übrigen nach Gersfeld eingegliederten Gemeinden, ein Ortsbezirk eingerichtet.

### Verwaltungsgeschichte im Überblick
Die folgende Liste zeigt die Staaten und Verwaltungseinheiten, denen Mosbach angehört(e):
- vor 1806: Heiliges Römisches Reich, Herrschaft der Grafen von Frohberg (Ritterkanton Rhön-Werra, Buchisches Quartier), Herrschaftsgericht Gersfeld
- 1806–1818: Großherzogtum Würzburg[Anm. 2]
- 1820–1843: Königreich Bayern, Herrschaftsgericht Gersfeld, ausgeübt durch die Grafen von Frohberg
- ab 1843: Königreich Bayern, Regierungsbezirk Unterfranken und Aschaffenburg, Landgerichtsbezirk Bischofsheim
- ab 1862: Königreich Bayern, Regierungsbezirk Unterfranken, Bezirksamt Gersfeld[Anm. 3]
- ab 1867: Königreich Preußen,[Anm. 4] Provinz Hessen-Nassau, Regierungsbezirk Kassel, Kreis Gersfeld
- ab 1871: Deutsches Reich, Königreich Preußen, Provinz Hessen-Nassau, Regierungsbezirk Kassel, Kreis Gersfeld
- ab 1918: Deutsches Reich, Freistaat Preußen, Provinz Hessen-Nassau, Regierungsbezirk Kassel, Kreis Gersfeld
- ab 1932: Deutsches Reich, Freistaat Preußen, Provinz Hessen-Nassau, Regierungsbezirk Kassel, Landkreis Fulda
- ab 1944: Deutsches Reich, Freistaat Preußen, Provinz Kurhessen, Landkreis Fulda
- ab 1945: Deutsches Reich, Amerikanische Besatzungszone,[Anm. 5] Groß-Hessen, Regierungsbezirk Kassel, Landkreis Fulda
- ab 1946: Deutsches Reich, Amerikanische Besatzungszone, Hessen, Regierungsbezirk Kassel, Landkreis Fulda
- ab 1949: Bundesrepublik Deutschland, Hessen, Regierungsbezirk Kassel, Landkreis Fulda
- ab 1971: Bundesrepublik Deutschland, Hessen, Regierungsbezirk Kassel, Landkreis Fulda, Stadt Gersfeld (Rhön)

## Bevölkerung

### Einwohnerentwicklung
- 1546: 4 Neuansiedler[1]

| Mosbach: Einwohnerzahlen von 1834 bis 2020 | Mosbach: Einwohnerzahlen von 1834 bis 2020 | Mosbach: Einwohnerzahlen von 1834 bis 2020 | Mosbach: Einwohnerzahlen von 1834 bis 2020 | Mosbach: Einwohnerzahlen von 1834 bis 2020 |
| --- | ------------------------------------------ | ------------------------------------------ | ------------------------------------------ | ------------------------------------------ |
| Jahr |                                            |                                            |                                            | Einwohner                                  |
| 1834 | 1834                                       |                                            | 299                                        | 299                                        |
| 1840 | 1840                                       |                                            | 297                                        | 297                                        |
| 1846 | 1846                                       |                                            | 291                                        | 291                                        |
| 1852 | 1852                                       |                                            | 280                                        | 280                                        |
| 1858 | 1858                                       |                                            | 286                                        | 286                                        |
| 1864 | 1864                                       |                                            | 286                                        | 286                                        |
| 1871 | 1871                                       |                                            | 291                                        | 291                                        |
| 1875 | 1875                                       |                                            | 282                                        | 282                                        |
| 1885 | 1885                                       |                                            | 289                                        | 289                                        |
| 1895 | 1895                                       |                                            | 267                                        | 267                                        |
| 1905 | 1905                                       |                                            | 237                                        | 237                                        |
| 1910 | 1910                                       |                                            | 233                                        | 233                                        |
| 1925 | 1925                                       |                                            | 244                                        | 244                                        |
| 1939 | 1939                                       |                                            | 236                                        | 236                                        |
| 1946 | 1946                                       |                                            | 293                                        | 293                                        |
| 1950 | 1950                                       |                                            | 288                                        | 288                                        |
| 1956 | 1956                                       |                                            | 267                                        | 267                                        |
| 1961 | 1961                                       |                                            | 261                                        | 261                                        |
| 1967 | 1967                                       |                                            | 249                                        | 249                                        |
| 1970 | 1970                                       |                                            | 227                                        | 227                                        |
| 1980 | 1980                                       |                                            | ?                                          | ?                                          |
| 1990 | 1990                                       |                                            | ?                                          | ?                                          |
| 2000 | 2000                                       |                                            | 186                                        | 186                                        |
| 2005 | 2005                                       |                                            | 190                                        | 190                                        |
| 2010 | 2010                                       |                                            | 171                                        | 171                                        |
| 2011 | 2011                                       |                                            | 159                                        | 159                                        |
| 2015 | 2015                                       |                                            | 153                                        | 153                                        |
| 2020 | 2020                                       |                                            | 150                                        | 150                                        |
| Datenquelle: Historisches Gemeindeverzeichnis für Hessen: Die Bevölkerung der Gemeinden 1834 bis 1967. Wiesbaden: Hessisches Statistisches Landesamt, 1968. Weitere Quellen: bis 1970:; Nach 1970 Stadt Gersfeld:; Zensus 2011 |                                            |                                            |                                            |                                            |

### Einwohnerstruktur 2011
Nach den Erhebungen des Zensus 2011 lebten am Stichtag dem 9. Mai 2011 in Mosbach 159 Einwohner. Darunter waren 3 (1,9 %) Ausländer. Nach dem Lebensalter waren 27 Einwohner unter 18 Jahren, 69 zwischen 18 und 49, 33 zwischen 50 und 64 und 30 Einwohner waren älter. Die Einwohner lebten in 72 Haushalten. Davon waren 27 Singlehaushalte, 9 Paare ohne Kinder und 21 Paare mit Kindern, sowie 12 Alleinerziehende und 3 Wohngemeinschaften. In 18 Haushalten lebten ausschließlich Senioren/-innen und in 45Haushaltungen lebten keine Senioren/-innen.

### Historische Religionszugehörigkeit
| • 1885: | 276 evangelische (= 95,5 %), 13 katholische (= 4,5 %) Einwohner |
| • 1961: | 238 evangelische (= 91,2 %), 23 katholische (= 8,8 %) Einwohner |

## Politik
Für Mosbach besteht ein Ortsbezirk (Gebiete der ehemaligen Gemeinde Mosbach) mit Ortsbeirat und Ortsvorsteher nach der Hessischen Gemeindeordnung. Der Ortsbeirat besteht aus drei Mitgliedern. Bei den Kommunalwahlen in Hessen 2021 betrug die Wahlbeteiligung zum Ortsbeirat 70,23 %. Alle Kandidaten gehörten der „Bürgerliste Mosbach“ an. Der Ortsbeirat wählte Dieter Keidel zum Ortsvorsteher.